# Liste der Baudenkmäler in Weißenhorn
Auf dieser Seite sind die Baudenkmäler in der schwäbischen Stadt Weißenhorn zusammengestellt. Diese Tabelle ist eine Teilliste der Liste der Baudenkmäler in Bayern. Grundlage ist die Bayerische Denkmalliste, die auf Basis des Bayerischen Denkmalschutzgesetzes vom 1. Oktober 1973 erstmals erstellt wurde und seither durch das Bayerische Landesamt für Denkmalpflege geführt wird. Die folgenden Angaben ersetzen nicht die rechtsverbindliche Auskunft der Denkmalschutzbehörde.
 Diese Liste gibt den Fortschreibungsstand vom 19. Dezember 2017 wieder und enthält 150 Baudenkmäler.

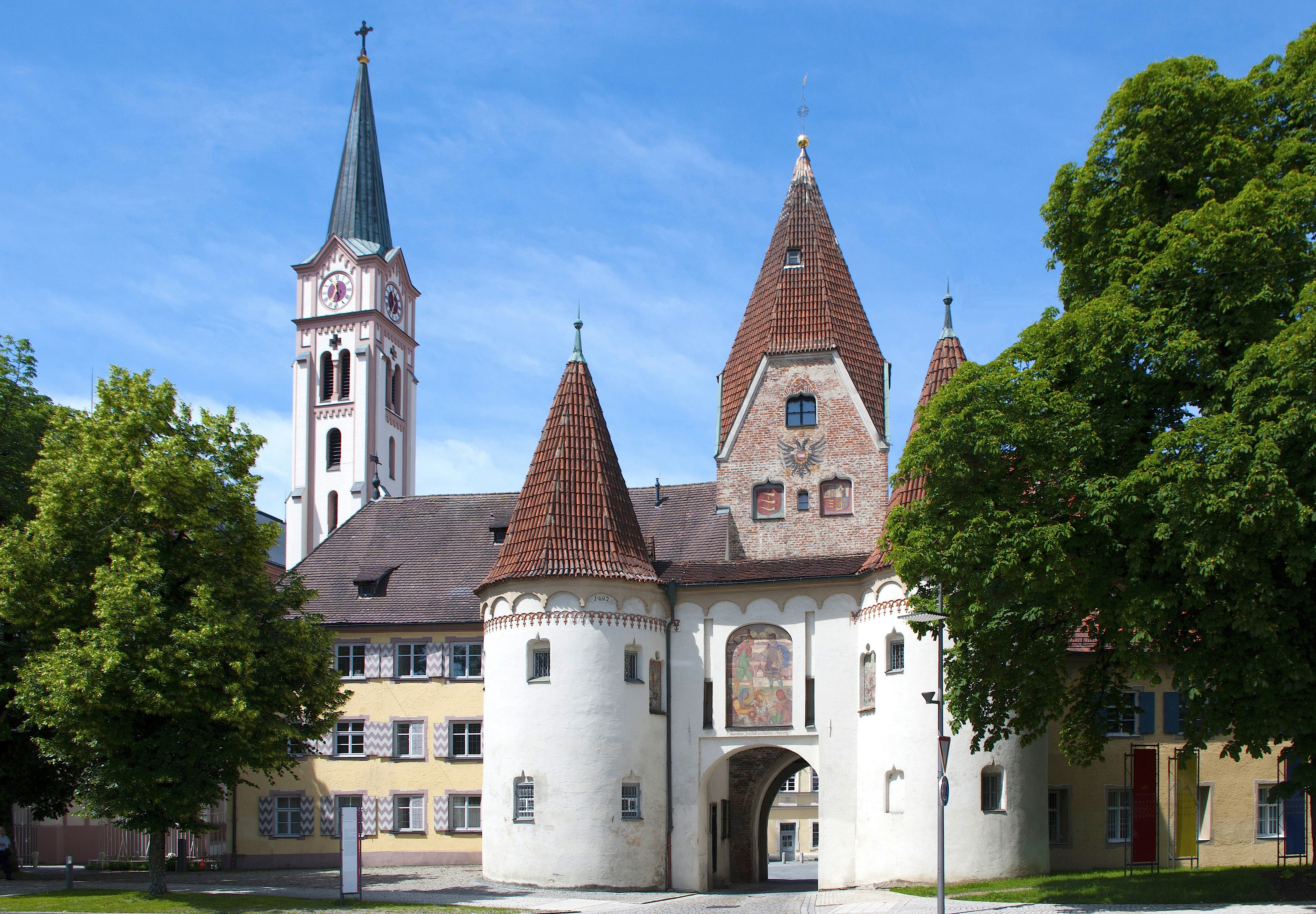
Das Obere Tor in Weißenhorn

## Ensembles

### Ensemble Altstadt Weißenhorn

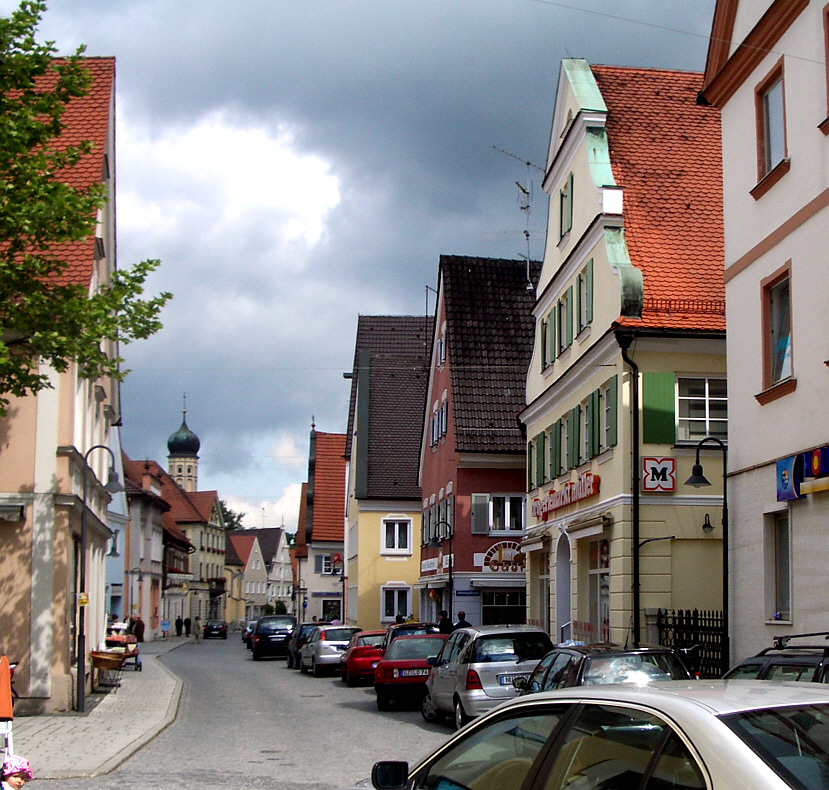
Blick vom Kirchplatz in die Hauptstraße der Stadt

Das Ensemble umfasst das ehemals befestigte Oval der Altstadt zwischen den Straßenzügen der Westlichen und Östlichen Promenade sowie dem Hauptplatz, darüber hinaus die bereits im späten Mittelalter anschließend nach Norden (Günzburger Straße) und Süden (Memminger Straße) entstandenen Vorstadtbereiche. Die Stadt Weißenhorn entfaltete sich auf dem östlichen Ufer des Roth-Tales aus einer Burgsiedlung bei dem gleichnamigen, befestigten Platz der Herren von Neuffen. Sie wird 1172 erstmals genannt. Im 13. Jahrhundert kam es zur planmäßigen Anlage einer Stadt im Nordwesten der ehemaligen Wasserburg mit einer Mittelachse, der Hauptstraße, von der rechtwinklig in gleichen Abständen schmale Gassen nach beiden Seiten abzweigen. Der damals angelegte Siedlungsbereich von etwa 300 m Länge und 175 m größter Breite wurde ovalförmig von Wall und Graben unter Einschluss der Burg mit zugehöriger Kirche umschlossen. Er genügte bald nicht mehr; entlang der Hauptverbindungswege vor den beiden Toren bildeten sich Vorstädte, die 1350 schon bestanden. In die Ende des 15. Jahrhunderts erneuerte und verstärkte Befestigung wurden sie nicht einbezogen. 1342 kam die Stadt als Heiratsgut an die Herzöge von Bayern, doch meist wurde sie als Pfand weiter verliehen, u. a. 1376–1473 an die Herren von Rechberg. Ab 1473 stand sie wieder unter direkter Verwaltung der Herzöge von Bayern-Landshut, welche das Gebiet der Stadt in ihre Territorialpolitik beiderseits der oberen Donau einbezogen. Die Stadtbefestigung mit den großen Tortürmen ist Denkmal dieser Zeit. 1505 kam Weißenhorn durch Kaiser Maximilian an Österreich, wurde jedoch 1507 unter Vorbehalt gewisser Rechte an die Fugger weiterverliehen. Diese gemeinsame Verwaltung durch ein fuggerisches Pflegamt mit vorderösterreichischer Oberaufsicht blieb bestehen bis zur Übernahme eines Teils der österreichischen Vorlande 1806 durch das Königreich Bayern. Die Stadt zeigt noch heute in Grundriss und Baugestalt den typischen Charakter einer mittelschwäbischen Kleinstadt mit der Funktion eines Unterzentrums für Verwaltung, Handel und Gewerbe. Zu Beginn des 18. Jahrhunderts gab es 19 Zünfte. Das Schwergewicht lag bei der Barchentweberei, deren Produkte durch die fuggerischen Faktoreien verbreitet wurden. Aber auch verschiedene Märkte – seit dem 14. Jahrhundert – und die Schranne hatten Bedeutung für die bauliche Entwicklung (Altes Rathaus, 1390 als Kaufhaus genannt, später Waaghaus; Schranne und Wollhaus für die Barchentschau, Zehentstadel etc.). Bis heute hat sich die bauliche Struktur erhalten. Fast ausschließlich giebelständige Häuser fassen die Hauptachsen ein, in den Vorstädten meist in offener Bauweise. In den Seitengassen treten auch Traufseithäuser auf, die z. T. – auch bei geschlossener Bauweise – aneinandergereiht erscheinen. Neben den wuchtigen Tortürmen bilden am Südende des ehemaligen Mauerrings das Fuggerschloss und die stattliche Pfarrkirche die wichtigsten Akzente der Stadtsilhouette. Der durch den ehemaligen Mauerring mit Wall und Graben eingegrenzte Kern der Altstadt erfuhr nach Abbruch der Mauer 1818–1837 und weitgehender Einebnung der Gräben und Wälle bis 1873 im 19. Jahrhundert keine Änderung seiner Struktur und Abgrenzung bis auf die Südostecke mit der Pfarrkirche des 19. Jahrhunderts am erweiterten Hauptplatz. Der Ausbau des Straßenzugs der Östlichen Promenade mit Alleebäumen und die Anlage der Bahnhofstraße, ab der Mitte des 19. Jahrhunderts, ließen die alte Abgeschlossenheit unangetastet. Mit dem parkartigen Baumbestand im Bereich der Westlichen Promenade bilden sie einen städtebaulich vorteilhaften Grüngürtel, wie er für das mittlere 19. Jahrhundert in dieser Situation typisch ist. Aktennummer: E-7-75-164-1.

### Ensemble Babenhauser Straße Bubenhausen

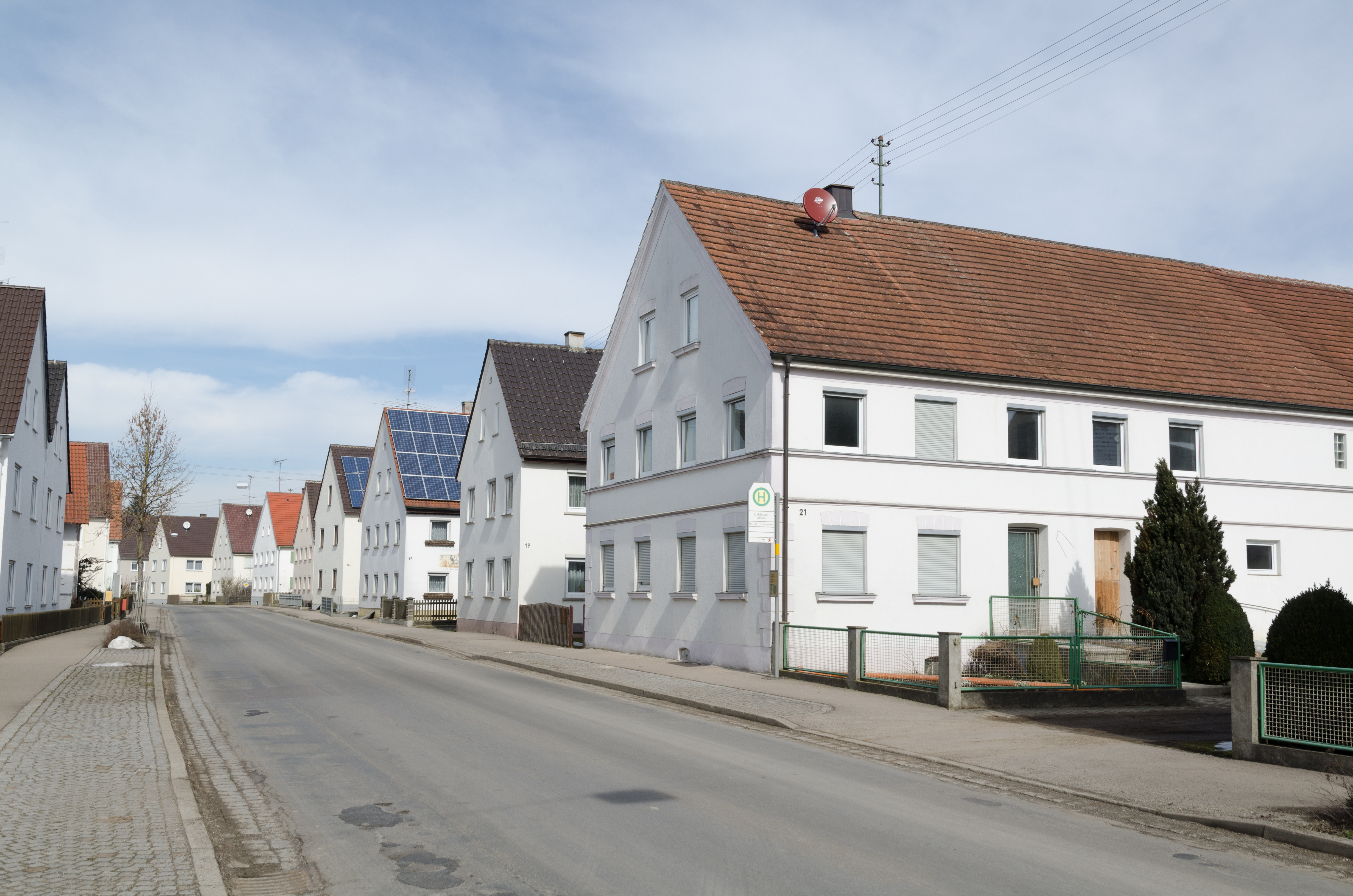
Ensemble Babenhauser Straße

Das Ensemble umfasst die geradlinige Straßenanlage der Babenhauser Straße, die am alten Ortskern axial vorbeiführt. Die Straßenzeile dokumentiert mit ihrer Bebauung und im Grundriss die Anlage einer spätmittelalterlichen Webersiedlung, die auf Initiative der Fugger zurückgeht. Die heutige Bebauung stammt vorwiegend aus dem 19. Jahrhundert. Es handelt sich um eine regelmäßige Reihung streng giebelständig zur Straße stehender Häuser, zweigeschossiger Wohnstallbauten mit z. T. noch hakenförmig angelegter Scheune. Vor dem ehemaligen Gasthof Hirsch kommt es zu einer platzartigen Erweiterung der Straße, die insgesamt die planmäßige Anlage des 16. Jahrhunderts anschaulich macht. Aktennummer: E-7-75-164-2.

## Stadtbefestigung
| Lage                                       | Objekt      | Beschreibung | Akten-Nr.     | Bild           |
| ------------------------------------------ | ----------- | --- | ------------- | -------------- |
| Hauptstraße 27 (Standort)                  | Unteres Tor | Torturm mit rundbogiger Durchfahrt, Stufengiebeln, gekreuzten Satteldächern und Dachreiter, Vortor mit seitlichen, über Eck gestellten Pfeilervorlagen, östlich angebaut ehemaliges Torwächterhaus mit Fußgängerdurchgang, um 1470/80, 1527 um zwei Geschosse erhöht. | D-7-75-164-47 | weitere Bilder |
| Kirchplatz 1 (Standort)                    | Oberes Tor  | Vierseitiger Torturm mit spitzbogiger Durchfahrt und kielbogigen Blenden auf Stadt- und Außenseite, Vortor mit rundbogigen Durchfahrten und seitlichen Rundtürmen, Torturm um 1470/80, Vortor angeblich 1482, der südliche Turm bezeichnet 1492.                      | D-7-75-164-61 | weitere Bilder |
| Wettbach (hinter Bärengasse 10) (Standort) | Prügelturm  | Rundturm mit hohem Kegeldach und kleinen Giebeln über drei Scharten, an der Nordwestecke der ehemaligen Stadtmauer, 15. Jahrhundert. | D-7-75-164-97 | weitere Bilder |

## Baudenkmäler nach Ortsteilen

### Weißenhorn
| Lage                                 | Objekt                                           | Beschreibung | Akten-Nr.               | Bild                                             |
| ------------------------------------ | ------------------------------------------------ | --- | ----------------------- | ------------------------------------------------ |
| An der Mauer 2 (Standort)            | Ehemaliges Waag- und Wollhaus                    | Zweigeschossiger Satteldachbau mit Stufengiebeln, 1534 an das Obere Tor angebaut, in der zweiten Hälfte des 18. Jahrhunderts verändert; mit Ausstattung. | D-7-75-164-1            | weitere Bilder                                   |
| An der Mauer 13 (Standort)           | Wohnhaus                                         | Zweigeschossiger Satteldachbau, vorkragendes Obergeschoss und Giebel in Fachwerk, zweite Hälfte 17. Jahrhundert. | D-7-75-164-69           | weitere Bilder                                   |
| Bahnhofstraße 5 (Standort)           | Wohnhaus                                         | Zweigeschossiger Walmdachbau mit Putzrustika und wenig vorkragendem Zwerchhaus, zweite Hälfte 19. Jahrhundert. | D-7-75-164-5            | weitere Bilder                                   |
| Bahnhofstraße 6 (Standort)           | Wohnhaus                                         | Zweigeschossiger Walmdachbau mit wenig vorkragendem Mittelrisalit unter Schweifgiebel, um 1890. | D-7-75-164-6            | Wohnhaus                                         |
| Bahnhofstraße 7 (Standort)           | Villa                                            | Zweigeschossiger Bau mit Eckturm und vorkragenden und erhöhten Risaliten, bezeichnet 1905. | D-7-75-164-7            | weitere Bilder                                   |
| Bahnhofstraße 8 (Standort)           | Wohnhaus                                         | Zweigeschossiger Walmdachbau mit Zwerchhaus, um 1900. | D-7-75-164-8            | weitere Bilder                                   |
| Bahnhofstraße 9 (Standort)           | Villa                                            | Zweigeschossiger, asymmetrisch gestalteter Bau mit Zwerchgiebeln, Eckerker, Gauben, um 1910. | D-7-75-164-9            | Villa                                            |
| Bahnhofstraße 12 a (Standort)        | Ehemaliges Postamt                               | Zweigeschossiger Backsteinbau mit Walmdach, von Georg Werner und Clemens Böhm, um 1930. | D-7-75-164-10           | Ehemaliges Postamt                               |
| Bahnhofstraße 14 (Standort)          | Villa                                            | Dreigeschossiger Rohziegelbau mit Freitreppe, Balkon, Eckerkern und Mansarddach, bezeichnet 1901, im Norden und Westen moderne Anbauten. | D-7-75-164-11           | Villa                                            |
| Bärengasse 4 (Standort)              | Wohnhaus                                         | Zweigeschossiger Satteldachbau, 18. Jahrhundert. | D-7-75-164-4            | weitere Bilder                                   |
| Friedhofweg 1 (Standort)             | Friedhof                                         | 1542 angelegt, mehrfach erweitert, u. a. 1856. | D-7-75-164-58           | weitere Bilder                                   |
| Friedhofweg 1 (Standort)             | Katholische Friedhofskirche St. Bartholomäus     | Saalbau mit Lisenengliederung und Ostturm 1727, Turm wohl 1744 und 1854 erhöht; mit Ausstattung. | D-7-75-164-57           | weitere Bilder                                   |
| Friedhofweg 8 (Standort)             | Aussegnungshalle                                 | Erdgeschossiger Satteldachbau mit Ecklisenen und übergiebeltem Zwerchhaus, um 1907/08. | D-7-75-164-171          | weitere Bilder                                   |
| Fuggerstraße 2 (Standort)            | Ehemaliges Fugger’sches Gartenschlösschen        | Viergeschossiger, turmartiger Bau mit flachem Pyramidendach und polygonalem, erhöhtem Treppenturm, um 1600, um 1690 verändert, im 19. und 20. Jahrhundert mehrfach erweitert. | D-7-75-164-13           | weitere Bilder                                   |
| Fuggerstraße 2 a (Standort)          | Katholisches Pfarrhaus                           | Zweigeschossiger Satteldachbau mit Dreiecks- bzw. Volutengiebel, Zwerchhaus, polygonalem Erker und Ecklisenen um 1910/20, nach Süden modern erweitert. | D-7-75-164-14           | weitere Bilder                                   |
| Fuggerstraße 4 (Standort)            | Villa                                            | Zweigeschossiger Bau mit Pyramidendach und Erkern, um 1910. | D-7-75-164-15           | weitere Bilder                                   |
| Günzburger Straße 1 (Standort)       | Ehemaliges Gasthaus                              | Zweigeschossiger Satteldachbau mit Eckquaderung, im Kern Mitte 17. Jahrhundert, im 18. Jahrhundert verändert. | D-7-75-164-17           | Ehemaliges Gasthaus                              |
| Günzburger Straße 41 (Standort)      | Krankenhaus und Bürgerspital                     | Dreigeschossiger Bau auf winkelförmigem Grundriss mit symmetrischer Hauptfront in klassizistischen Formen, mit übergiebeltem Zwerchhaus in der Mitte, wenig vorkragenden Seitenrisaliten, Rustikasockel, Eckquaderung im Erdgeschoss, Lisenengliederung an den Obergeschossen und Dachreiter, nach Plänen des Bauinspektors Eduard Rübler, 1833 ff., im 20. Jahrhundert modern erweitert. | D-7-75-164-19           | Krankenhaus und Bürgerspital                     |
| Günzburger Straße 41 a (Standort)    | Katholische Krankenhauskapelle St. Leonhard      | Saalbau mit eingezogenem Rechteckchor und Anräumen mit darüber liegendem Umgang, Schiff um 1500 als Leprosenkapelle erbaut, 1722 barockisiert, Chor 1833 neu errichtet, gleichzeitig wohl Erweiterung nach Westen; mit Ausstattung. | D-7-75-164-20           | BW                                               |
| Hasengasse 1 (Standort)              | Ehemalige Scheune                                | Ursprünglich zu Hauptstraße 16 gehörig, Fachwerk mit Kerbschnitzerei, 17. Jahrhundert, 1999–2000 zum Wohnhaus umgebaut. | D-7-75-164-162          | Ehemalige Scheune                                |
| Hasengasse 4 (Standort)              | Wohnhaus                                         | Zweigeschossiger Satteldachbau mit vorkragenden Ober- und Giebelgeschossen in Fachwerk, im Kern um 1430, in der ersten Hälfte des 16. Jahrhunderts Erneuerung des Dachwerks, um 1640 Erneuerung des südlichen Giebels, im 19. Jahrhundert teils Ausmauerung der Ständer, Veränderung des Grundrisses und Anbau des Nebengebäudes.                                                         | D-7-75-164-22           | Wohnhaus                                         |
| Hauptplatz (Standort)                | Brunnen                                          | Markt- oder Nepomukbrunnen, im Achteckbecken Mittelsäule mit Figur des hl. Johann Nepomuk, Mitte 19. Jahrhundert, Säule bezeichnet 1930, Becken erneuert. | D-7-75-164-27           | weitere Bilder                                   |
| Hauptplatz 2 (Standort)              | Wohn- und Geschäftshaus                          | Zweigeschossiger Satteldachbau mit geschweiften Giebeln, Zwerchhaus und Eckquaderung, im Kern 18. Jahrhundert, um 1910 neubarock verändert, nach Osten erweitert. | D-7-75-164-23           | Wohn- und Geschäftshaus                          |
| Hauptplatz 4 (Standort)              | Wohn- und Geschäftshaus                          | Zweigeschossiger Satteldachbau mit Putzrustika, Ober- und Giebelgeschoss vorkragend in verputztem Fachwerk, im Kern 16. / 17. Jahrhundert, im 18. Jahrhundert und modern verändert. | D-7-75-164-24           | Wohn- und Geschäftshaus                          |
| Hauptplatz 6 (Standort)              | Wohn- und Geschäftshaus                          | Zweigeschossiger Satteldachbau mit Schweifgiebel und Giebelgesimsen, im Kern 18. Jahrhundert, rückseitig erweitert und stark modernisiert. | D-7-75-164-25           | Wohn- und Geschäftshaus                          |
| Hauptplatz 7 (Standort)              | Gasthof Lamm                                     | Zweigeschossiger Satteldachbau mit Giebelgesimsen, im Kern 18. Jahrhundert, Fassade Mitte 19. Jahrhundert, mit angebautem Rückgebäude, stark modernisiert. | D-7-75-164-26           | Gasthof Lamm                                     |
| Hauptstraße 1 (Standort)             | Wohn- und Geschäftshaus                          | Zweigeschossiger Satteldachbau mit Geschoss- und Giebelprofilen, im Kern 17./18. Jahrhundert, spätklassizistische Fassade um 1860. | D-7-75-164-28           | Wohn- und Geschäftshaus                          |
| Hauptstraße 2 (Standort)             | Wohn- und Geschäftshaus                          | Zweigeschossiger Satteldachbau mit Schweifgiebel und Gesimsgliederung, im Kern 17. Jahrhundert, Fassade um 1780. | D-7-75-164-29           | weitere Bilder                                   |
| Hauptstraße 3 (Standort)             | Wohn- und Geschäftshaus                          | Zweigeschossiger Satteldachbau mit geschweiftem Giebel, im Kern 16./17. Jahrhundert, Fassade 18. Jahrhundert. | D-7-75-164-30           | weitere Bilder                                   |
| Hauptstraße 4 (Standort)             | Wohn- und Geschäftshaus                          | Zweigeschossiger Satteldachbau, im Kern 16. /17. Jahrhundert, Fassade Mitte 19. Jahrhundert. | D-7-75-164-31           | weitere Bilder                                   |
| Hauptstraße 5 (Standort)             | Wohn- und Geschäftshaus                          | Zweigeschossiger Satteldachbau in Fachwerkkonstruktion, mit vorkragendem Obergeschoss und Lisenen- bzw. Pilastergliederung, im Kern 16./17. Jahrhundert, Fassade zweite Hälfte 18. Jahrhundert. | D-7-75-164-32           | weitere Bilder                                   |
| Hauptstraße 8 (Standort)             | Ehemaliges Gerichtshaus                          | Wohn- und Geschäftshaus, dreigeschossiger, Satteldachbau, im Kern 16./17. Jahrhundert, Fassade 18. Jahrhundert, mit Veränderungen im 19. Jahrhundert. | D-7-75-164-33           | Ehemaliges Gerichtshaus                          |
| Hauptstraße 9 (Standort)             | Gasthof zum Engel                                | Zweigeschossiger Walmdachbau, spätklassizistische Fassade mit Mittelrisalit und Lisenengliederung, auf der Attika Ziervasen, nach Westen erweitert mit zweigeschossigem Satteldachbau mit Zwerchhaus, Hauptbau im Kern 16./17. Jahrhundert, Fassade und Rückgebäude um 1860 verändert. | D-7-75-164-34           | weitere Bilder                                   |
| Hauptstraße 10 (Standort)            | Wohn- und Geschäftshaus                          | Zweigeschossiger Satteldachbau mit Krangaube, im Kern 18. Jahrhundert oder älter, Fassade Mitte 19. Jahrhundert. | D-7-75-164-35           | weitere Bilder                                   |
| Hauptstraße 11 (Standort)            | Ehemalige Schranne                               | Satteldachbau in Fachwerk mit vorkragendem Obergeschoss, vierfach vorkragendem Giebel und ehemaliger offener Halle im Erdgeschoss, im Kern spätmittelalterlich, 1356/57 (Dendro), 1584 (Dendro) umgebaut mit Erweiterung der Halle um ein Schiff und Einbau der Ratsäle im Obergeschoss, 1777 Erdgeschoss massiv ausgemauert, 1872 Anbau der neuen Schranne in Fachwerk nach Westen.      | D-7-75-164-36           | weitere Bilder                                   |
| Hauptstraße 12 (Standort)            | Ehemaliges Gasthaus                              | Zweigeschossiger Satteldachbau mit Schweifgiebel, im Kern 17. Jahrhundert, Fassade 18. Jahrhundert. | D-7-75-164-37           | Ehemaliges Gasthaus                              |
| Hauptstraße 13 (Standort)            | Gasthof zum Hasen                                | Dreigeschossiger Walmdachbau mit flachem Mittelrisalit, breitem, übergiebelten Risaliten an den Seitenfronten, Eckquaderung, im Kern 18. Jahrhundert oder früher, 1852 in klassizistischen Formen erneuert. | D-7-75-164-38           | weitere Bilder                                   |
| Hauptstraße 16 (Standort)            | Wohnhaus                                         | Zweigeschossiger Satteldachbau mit Gesimsgliederung, Obergeschoss und Giebel in verputztem Fachwerk, rückseitig angebauter Ökonomietrakt in Fachwerk, ehemalig zugehörige Scheune jetzt Hasengasse 1, Hauptbau bezeichnet 1673, im 18. Jahrhundert verändert, Haustüre 1761. | D-7-75-164-39           | weitere Bilder                                   |
| Hauptstraße 20 (Standort)            | Wohn- und Geschäftshaus                          | Zweigeschossiger Satteldachbau mit Schweifgiebel und Gesimsgliederung, im Kern wohl 17. Jahrhundert, Fassade 18. Jahrhundert, Ladenfront Mitte 19. Jahrhundert. | D-7-75-164-40           | Wohn- und Geschäftshaus                          |
| Hauptstraße 23 (Standort)            | Wohn- und Geschäftshaus                          | Zweigeschossiger Satteldachbau mit Ecklisenen, im Kern wohl 17. Jahrhundert, Fassade wohl zweite Hälfte 18. Jahrhundert. | D-7-75-164-43           | Wohn- und Geschäftshaus                          |
| Hauptstraße 24 (Standort)            | Ehemaliges Gasthaus                              | Zweigeschossiger Satteldachbau mit Schweifgiebel, im Kern wohl 17. Jahrhundert, Fassade 18. Jahrhundert, im 19. Jahrhundert verändert, moderner Anbau im Süden. | D-7-75-164-44           | weitere Bilder                                   |
| Hauptstraße 25 (Standort)            | Wohn- und Geschäftshaus                          | Dreigeschossiger Satteldachbau, angebaut an das Untere Tor, im Kern wohl 17. Jahrhundert, Fassade 18. Jahrhundert. | D-7-75-164-45           | weitere Bilder                                   |
| Hauptstraße 26 (Standort)            | Wohn- und Geschäftshaus                          | Schmaler, dreigeschossiger Satteldachbau mit Lisenen, im Kern wohl 17. Jahrhundert, Fassade 19. Jahrhundert. | D-7-75-164-46           | Wohn- und Geschäftshaus                          |
| Heilig-Geist-Straße 1 (Standort)     | Ehemalige Spitalkirche Hl. Geist                 | Jetzt Kriegergedächtniskirche, Saalbau mit eingezogenem Polygonalchor und Turm im nördlichen Winkel, 1470 errichtet, um 1720/30 barockisiert, 1729 Turmerhöhung; mit Ausstattung. | D-7-75-164-48           | weitere Bilder                                   |
| Heilig-Geist-Straße 2 (Standort)     | Wohn- und Geschäftshaus                          | Zweigeschossiger Satteldachbau, Obergeschoss mit Attika, Lisenengliederung und Kugelaufsätzen, Zwerchhaus, im Kern wohl 17. Jahrhundert, Fassade 18. Jahrhundert. | D-7-75-164-49           | Wohn- und Geschäftshaus                          |
| Heilig-Geist-Straße 3 (Standort)     | Wohnhaus                                         | Ehemaliger östlicher Teil des Spitalstadels, wohl zweite Hälfte 18. Jahrhundert,1833 Umbau zu einem Wohnhaus, zweigeschossiger Satteldachbau mit Schweifgiebel, Ecklisenen, Giebelgesimsen und Kranvorrichtung. | D-7-75-164-50           | weitere Bilder                                   |
| Heilig-Geist-Straße 8 (Standort)     | Wohnhaus                                         | Zweigeschossiger Satteldachbau mit Fachwerkgiebel im Osten und Krangaube, mit Nr. 10. zusammengebaut, im Kern um 1430 (Dendro). | D-7-75-164-51           | weitere Bilder                                   |
| Heilig-Geist-Straße 10 (Standort)    | Wohnhaus                                         | Zweigeschossiger Satteldachbau, mit Nr. 8 zusammengebaut, im Kern wohl 16. Jahrhundert, stark erneuert. | D-7-75-164-52           | weitere Bilder                                   |
| Illerberger Straße 9 (Standort)      | Ehemalige Badstube                               | Jetzt Gasthof, zweigeschossiger Satteldachbau mit hohem Fachwerkgiebel und Kranvorrichtung, 18. Jahrhundert. | D-7-75-164-54           | weitere Bilder                                   |
| Illerberger Straße 20 (Standort)     | Villa                                            | Zweigeschossiger, spätklassizistischer Walmdachbau mit wenig vorkragenden und erhöhten Mittelrisaliten mit Dreiecksgiebel, Eckquaderung im Erd- und Lisenengliederung im Obergeschoss, um 1889 (bezeichnet), mit Ausstattung; schmiedeeiserner Gartenzaun, bauzeitlich. | D-7-75-164-55           | Villa                                            |
| Josef-Holl-Straße (Standort)         | Katholische Kapuzinerkapelle                     | Rechteckig mit Schweifgiebel, 1813; mit Ausstattung. | D-7-75-164-60           | weitere Bilder                                   |
| Josef-Holl-Straße 5 (Standort)       | Teilstück der ehemaligen Kapuzinerklostermauer   | Erbaut nach 1667. | D-7-75-164-16           | Teilstück der ehemaligen Kapuzinerklostermauer   |
| Kaiser-Karl-Straße (Standort)        | Katholische Antoniuskapelle                      | Rechteckig mit eingezogenem, dreiseitigem Schluss, 1907/08; mit Ausstattung | D-7-75-164-59           | weitere Bilder                                   |
| Kaiser-Karl-Straße (Standort)        | Bildstock                                        | Rechteckiger Pfeiler mit Gehäuse, wohl im 20. Jahrhundert erneuert und 1976 nach hier versetzt. | D-7-75-164-21           | Bildstock                                        |
| Kaiser-Karl-Straße (Standort)        | Zwei Steinkreuze                                 | Spätmittelalterlich, eines ehemals bezeichnet 1439. | D-7-75-164-163          | weitere Bilder                                   |
| Kaiser-Karl-Straße 16 (Standort)     | Evang.-Luth. Pfarrkirche Kreuz-Christi           | Neugotischer Saalbau mit eingezogenem Polygonalchor und hölzernem Dachreiter, nach Plänen von Luitpold Gaiser, 1900; mit Ausstattung. | D-7-75-164-56           | weitere Bilder                                   |
| Kirchplatz 2 (Standort)              | Ehemaliger sogenannter Kray                      | Dreigeschossiger Walmdachbau mit kreuzgratgewölbtem Arkadengang im Westen, südlich an das Obere Tor angebaut, im Kern 1576, bis auf die Loggia Neubau nach Plänen von Josef Dossenberger d. J., 1761/62. | D-7-75-164-62           | weitere Bilder                                   |
| Kirchplatz 3 (Standort)              | Katholische Stadtpfarrkirche Mariä Himmelfahrt   | Dreischiffige Hallenkirche mit polygonal vortretenden Querarmen, eingezogenem Polygonalchor und nördlich abgerücktem Turm, nach Plänen von August von Voit, 1864 ff., Turm 1869 ff.; mit Ausstattung. | D-7-75-164-63           | weitere Bilder                                   |
| Kirchplatz 6 (Standort)              | Ehemaliges Brauhaus und Gasthof                  | Langgestreckter zweigeschossiger Satteldachbau mit Stufengiebel und Zwerchhaus an der Südseite, Hauptfassaden reich gegliedert mit Eckpilastern und Gesimsen, Stuckdekor, im Kern um 1565, Fassade um 1700 mit Veränderungen nach 1860. | D-7-75-164-66           | weitere Bilder                                   |
| Kirchplatz 7 (Standort)              | Ehemalige Stadtschreiberei                       | Dreigeschossiger Eckbau, 1735, klassizistisch verändert 1777. | D-7-75-164-67           | weitere Bilder                                   |
| Kirchplatz 8 (Standort)              | Gasthaus                                         | Dreigeschossiger Satteldachbau, die unteren beiden Geschosse massiv gemauert mit Eckquaderung, das obere Geschoss und die Giebelgeschosse jeweils vorkragend und in verputztem Fachwerk, im Kern 16./17. Jahrhundert. | D-7-75-164-68           | weitere Bilder                                   |
| Martin-Kuen-Straße 5 (Standort)      | Gasthaus                                         | Zweigeschossiger Satteldachbau mit Schweifgiebel sowie aufgeputzten Ecklisenen und Giebelbändern, im Kern 1660, 1912/13 neubarocke Umgestaltung und Anbauten nach Westen. | D-7-75-164-71           | weitere Bilder                                   |
| Memminger Straße 2 (Standort)        | Ehemalige Schmiede                               | Zweigeschossiger Satteldachbau, Obergeschoss und Giebel in Fachwerk, wohl erste Hälfte 18. Jahrhundert. | D-7-75-164-72           | weitere Bilder                                   |
| Memminger Straße 4 (Standort)        | Ehemaliges Gasthaus                              | Zweigeschossiger Satteldachbau mit verputztem Fachwerkgiebel, im Kern 1553, Fassade 18. Jahrhundert. | D-7-75-164-73           | Ehemaliges Gasthaus                              |
| Memminger Straße 6 (Standort)        | Wohn- und Geschäftshaus                          | Zweigeschossiger Satteldachbau, Obergeschoss und Giebel in Fachwerk, im Kern 17. Jahrhundert. | D-7-75-164-74           | Wohn- und Geschäftshaus                          |
| Memminger Straße 7 (Standort)        | Wohn- und Geschäftshaus                          | Zweigeschossiger Satteldachbau, 18. Jahrhundert, Fassade verändert. | D-7-75-164-75           | Wohn- und Geschäftshaus                          |
| Memminger Straße 9 (Standort)        | Wohn- und Geschäftshaus                          | Zweigeschossiger Satteldachbau, 18. Jahrhundert. | D-7-75-164-76           | Wohn- und Geschäftshaus                          |
| Memminger Straße 10 (Standort)       | Ehemaliges Pfleghaus der Fugger’schen Herrschaft | Traufständiger zweigeschossiger Satteldachbau, im Kern 1619 (Dendro), Fassade 18. Jahrhundert, rückseitig angebauter Wirtschaftsflügel mit Mansarddach und Remise, 1823 (Dendro). | D-7-75-164-77           | Ehemaliges Pfleghaus der Fugger’schen Herrschaft |
| Memminger Straße 19 (Standort)       | Wohn- und Geschäftshaus                          | Zweigeschossiger Satteldachbau mit Schweifgiebel, Obergeschoss teils in Fachwerk, im Kern wohl 17. Jahrhundert, Fassade 18. Jahrhundert, rückseitig erweitert. | D-7-75-164-78           | Wohn- und Geschäftshaus                          |
| Memminger Straße 21 (Standort)       | Gasthaus zum Goldenen Ochsen                     | Zweigeschossiger Satteldachbau mit Schweifgiebel, Fachwerkkonstruktion zum Teil freiliegend, im Kern 17. Jahrhundert, Fassade 18. Jahrhundert, rückseitig erweitert. | D-7-75-164-79           | weitere Bilder                                   |
| Memminger Straße 22 (Standort)       | Wohn- und Geschäftshaus                          | Zweigeschossiger Satteldachbau mit Ober- und Giebelgeschossen in verputztem Fachwerk, im Kern 17. Jahrhundert, Fassade 18. Jahrhundert. | D-7-75-164-80           | Wohn- und Geschäftshaus                          |
| Memminger Straße 31 (Standort)       | Wohn- und Geschäftshaus                          | Zweigeschossiger Satteldachbau, Obergeschoss in verputztem Fachwerk, im Kern wohl 18. Jahrhundert, Fassade Anfang 19. Jahrhundert. | D-7-75-164-81           | Wohn- und Geschäftshaus                          |
| Memminger Straße 39 (Standort)       | Wohnhaus                                         | Zweigeschossiger Satteldachbau mit Schweifgiebel, im Kern wohl 17. Jahrhundert, Fassade wohl zweite Hälfte 18. Jahrhundert. | D-7-75-164-82           | Wohnhaus                                         |
| Memminger Straße 51 (Standort)       | Villa                                            | Zweigeschossiger Bau mit Zwerchhäusern, Eckturm, Altane und Erker, im Heimatstil erbaut um 1900. | D-7-75-164-83           | weitere Bilder                                   |
| Obere Mühlstraße 4 (Standort)        | Wohnhaus                                         | Zweigeschossiger Satteldachbau mit spätklassizistischer Fassadengliederung um 1860/70. | D-7-75-164-84           | Wohnhaus                                         |
| Obere Mühlstraße 6 (Standort)        | Wohnhaus                                         | Zweigeschossiger Satteldachbau mit verputztem Fachwerkgiebel, im Kern 17./18. Jahrhundert, stark verändert. | D-7-75-164-85           | Wohnhaus                                         |
| Obere Mühlstraße 12 (Standort)       | Ehemalige Obere Mühle                            | Zweigeschossiger Satteldachbau auf winkelförmigem Grundriss mit vorkragendem Obergeschoss und Giebel in Fachwerk, im Kern 17./18. Jahrhundert. | D-7-75-164-86           | weitere Bilder                                   |
| Oberhauser Straße (Standort)         | Bildstock                                        | Pfeiler mit Gehäuse, 20. Jahrhundert; mit historischer Ausstattung. | D-7-75-164-96           | weitere Bilder                                   |
| Östliche Promenade 3 (Standort)      | Wohnhaus                                         | Zweigeschossiger Walmdachbau mit übergiebelten Zwerchhäusern und spätklassizistische Fassadengliederung, um 1880. | D-7-75-164-2            | weitere Bilder                                   |
| Östliche Promenade 20 (Standort)     | Wohnhaus                                         | Zweigeschossiger, spätklassizistischer Walmdachbau mit übergiebeltem Mittelrisalit und Ecklisenen, um 1860. | D-7-75-164-88           | weitere Bilder                                   |
| Professor-Jann-Gasse 3 (Standort)    | Wohnhaus                                         | Zweigeschossiger Satteldachbau in verputztem Fachwerk, 18. Jahrhundert. | D-7-75-164-89           | Wohnhaus                                         |
| Professor-Jann-Gasse 4 (Standort)    | Wohnhaus                                         | Zweigeschossiger Satteldachbau in verputztem Fachwerk, im Kern wohl 17./18. Jahrhundert. | D-7-75-164-90           | Wohnhaus                                         |
| Reichenbacher Straße (Standort)      | 14 Kreuzwegstationen                             | Stationen auf Pfeiler, ädikulaartige Gehäuse mit Tonreliefs, um 1890. | D-7-75-164-172          | weitere Bilder                                   |
| Reichenbacher Straße (Standort)      | Lourdeskapelle                                   | Rechteckig mit dreiseitigem Schluss, Stuckdekor im Giebel und den Zwickelfeldern, 1890; mit Ausstattung. | D-7-75-164-93           | weitere Bilder                                   |
| Reichenbacher Straße 5 (Standort)    | Brauerei                                         | Zweigeschossiger Satteldachbau mit Schweifgiebel, Kugelaufsätzen und Eckquaderung, im Kern 17. Jahrhundert, Fassade 18. Jahrhundert. | D-7-75-164-91           | weitere Bilder                                   |
| Reichenbacher Straße 11 (Standort)   | Ehemaliges Gasthaus                              | Zweigeschossiger Satteldachbau mit Eckquaderung und vorkragendem Giebel, im Kern wohl 17. Jahrhundert, Fassade um 1729. | D-7-75-164-92           | weitere Bilder                                   |
| Röslestraße 2 (Standort)             | Ehemaliges Lagerhaus                             | Erdgeschossiger Satteldachbau, Kniestock und Südgiebel in Fachwerk, über den Kelleranlagen des ehemaligen Kapuzinerklosters, nach 1667 errichtet, | D-7-75-164-161          | weitere Bilder                                   |
| Sankt-Johannis-Straße (Standort)     | Vierzehn-Nothelfer-Kapelle                       | An zwei Seiten offenes Gehäuse mit dreiseitigem Schluss, 20. Jahrhundert; mit Ausstattung. | D-7-75-164-95           | BW                                               |
| Schlossplatz 1 (Standort)            | Ehemaliges Schloss                               | Dreiteiliger Komplex westlich der Pfarrkirche mit vorgelagertem Hof: Altes Schloss, dreigeschossiger Satteldachbau mit Zinnen auf den Giebelschrägen, um 1460/70, um 1730 barockisiert; sämtliche Gebäudeteile mit Ausstattung. | D-7-75-164-64           | weitere Bilder                                   |
| Schlossplatz 1 (Standort)            | Ehemaliges Schloss                               | Neues Schloss, dreigeschossiger Satteldachbau mit Treppenturm im Nordosten, 1513/14 erbaut, wohl im zweiten Viertel des 16. Jahrhunderts verändert. | D-7-75-164-64 zugehörig | weitere Bilder                                   |
| Schlossplatz 1 (Standort)            | Ehemaliges Schloss                               | Mittelbau, dreigeschossiger Satteldachbau als Verbindungstrakt zwischen den beiden Schlössern, an Stelle dreier Arkaden des 16. Jahrhunderts um 1735 errichtet. | D-7-75-164-64 zugehörig | weitere Bilder                                   |
| Schulstraße (Standort)               | Wieskapelle                                      | Rechteckig mit eingezogener stichbogiger Apsis, zweite Hälfte 18. Jahrhundert, Mitte 19. Jahrhundert verändert. | D-7-75-164-100          | Wieskapelle                                      |
| Schulstraße 4 (Standort)             | Ehemalige Landwirtschaftsschule                  | Zweigeschossiger Bau mit Halbwalmdach, Erker, Mittelgaube und Putzdekor in barockisierendem Jugendstil, um 1910. | D-7-75-164-98           | weitere Bilder                                   |
| Schulstraße 5 (Standort)             | Ehemaliges Schulgebäude                          | Alte Schule, klassizistischer dreigeschossiger Walmdachbau mit wenig vorkragendem Mittelrisalit und Ecklisenen, 1819. | D-7-75-164-99           | weitere Bilder                                   |
| Sebastian-Sailer-Straße 1 (Standort) | Ehemaliges Handwerkerhaus                        | Zweigeschossiger Satteldachbau, im Kern spätmittelalterlich. | D-7-75-164-101          | weitere Bilder                                   |
| Sebastian-Sailer-Straße 2 (Standort) | Ehemaliges Pfründehaus                           | Zweigeschossiger Satteldachbau mit Fachwerk und Krüppelwalm im Osten, im Kern 15. Jahrhundert, mehrfach verändert. | D-7-75-164-102          | weitere Bilder                                   |
| Wettbach 6 (Standort)                | Ehemalige Badstube                               | Zweigeschossiger Satteldachbau in Fachwerk, im Kern wohl noch 16. Jahrhundert. | D-7-75-164-103          | weitere Bilder                                   |
| Wettbach 19 (Standort)               | Ehemaliges Benefiziatenhaus                      | Zweigeschossiger Walmdachbau, vielleicht nach Plänen von Josef Dossenberger d. J., drittes Viertel 18. Jahrhundert. | D-7-75-164-104          | weitere Bilder                                   |
| Wettbach 23 (Standort)               | Ehemaliger Zehntstadel                           | Langgestreckter, zweigeschossiger Satteldachbau mit Lisenengliederung, im Kern 1534, 1875 Umbau zum Feuerwehrhaus und Theater durch Valentin Gaiber, 1977 nach Instandsetzung Wiedereröffnung; mit Ausstattung. | D-7-75-164-105          | weitere Bilder                                   |

### Asch
| Lage                      | Objekt                                        | Beschreibung | Akten-Nr.      | Bild           |
| ------------------------- | --------------------------------------------- | --- | -------------- | -------------- |
| Asch 2 (Standort)         | Bauernhaus                                    | Zweigeschossiger Satteldachbau, Wohnteil massiv gemauert, zweifach vorkragender Ostgiebel, Seitenwände und ehemaliger Stallteil teilweise mit Zierfachwerk, um 1700, im 19./20. Jahrhundert nach Westen verlängert. | D-7-75-164-107 | Bauernhaus     |
| Asch 4 (Standort)         | Bauernhaus                                    | Zweigeschossiger Satteldachbau, Wohnteil massiv mit zweigeschossigem Fachwerkgiebel, spätes 18. Jahrhundert, Stallteil im 19./20. Jahrhundert erneuert.                                                             | D-7-75-164-108 | BW             |
| Kapellesfelder (Standort) | Katholische Kapelle St. Wendelin und Notburga | Saalbau mit eingezogenem, halbrund geschlossenem Chor und Dachreiter, 1690, 1843 Verlängerung des Langhauses und Umbau in neugotischen Formen; mit Ausstattung.                                                     | D-7-75-164-106 | weitere Bilder |

### Attenhofen
| Lage                                                       | Objekt                                 | Beschreibung | Akten-Nr.                | Bild                   |
| ---------------------------------------------------------- | -------------------------------------- | --- | ------------------------ | ---------------------- |
| Engelhardmühle 3 (Standort)                                | Mühlkapelle                            | Rechteckig mit halbrund Schluss, 18. Jahrhundert; mit Ausstattung. | D-7-75-164-110           | BW                     |
| Kellerstraße 1 (Standort)                                  | Ehemaliges Armenhaus                   | Zweigeschossiger Satteldachbau in Fachwerk mit vorkragendem, zweigeschossigem Ostgiebel, 17./18. Jahrhundert.                                                                      | D-7-75-164-111           | BW                     |
| Nähe Sankt-Lorenz-Straße; Witzighauser Straße 6 (Standort) | Feldkapelle                            | Rechteckig, 18. Jahrhundert; mit Ausstattung. | D-7-75-164-114           | BW                     |
| Pfarrgasse 2 (Standort)                                    | Katholische Pfarrkirche St. Laurentius | Saalbau mit eingezogenem Polygonalchor und Turm nördlich am Langhaus, um 1500, 1752 barockisiert und Langhaus nach Westen verlängert, Turmoktogon und Haube 1754; mit Ausstattung. | D-7-75-164-112           | weitere Bilder         |
| Pfarrgasse 2 (Standort)                                    | Friedhofsmauer                         | Mauer mit schrägen Streben in Backstein, 1752 erneuert. | D-7-75-164-112 zugehörig | Friedhofsmauer         |
| Pfarrgasse 2 (Standort)                                    | Ölbergkapelle                          | Rechteckig mit Satteldach, unten Korbbogennische mit Geiselchristus, darüber breite Stichbogennische mit Ölberggruppe, im Kern spätgotisch, um 1500.                               | D-7-75-164-112 zugehörig | weitere Bilder         |
| Pfarrgasse 4 (Standort)                                    | Katholisches Pfarrhaus                 | Zweigeschossiger Walmdachbau mit profiliertem Traufgesims und stichbogiger Toreinfahrt, 1788/89.                                                                                   | D-7-75-164-113           | Katholisches Pfarrhaus |
| Ober dem Eschachweg (Standort)                             | Feldkreuz                              | Kruzifix mit Maria, erste Hälfte 19. Jahrhundert. | D-7-75-164-117           | BW                     |

### Biberachzell
| Lage                                                    | Objekt                                    | Beschreibung | Akten-Nr.                | Bild               |
| ------------------------------------------------------- | ----------------------------------------- | --- | ------------------------ | ------------------ |
| Am Ascher Weg (Standort)                                | Feldkapelle                               | Rechteckig mit stichbogigem Eingang, 18. Jahrhundert. | D-7-75-164-122           | weitere Bilder     |
| Baderstraße 1 (Standort)                                | Katholische Pfarrkirche Mariä Himmelfahrt | Saalbau mit eingezogenem, halbrund geschlossenem Chor und Turm im nördlichen Chorwinkel, wohl drittes Viertel 15. Jahrhundert, 1723, 1736 und 1772 barockisiert; mit Ausstattung. | D-7-75-164-118           | weitere Bilder     |
| Baderstraße 1; auf dem Friedhof (Standort)              | Schmiedeeiserne Grabkreuze                | 18. Jahrhundert. | D-7-75-164-118 zugehörig | BW                 |
| Baderstraße 1 (Standort)                                | Ölbergkapelle                             | Zweigeschossig mit Walmdach, 18. Jahrhundert; mit Ausstattung. | D-7-75-164-118 zugehörig | weitere Bilder     |
| Baderstraße 10 (Standort)                               | Ehemaliges Bauernhaus                     | Zweigeschossiger Satteldachbau, teilweise mit unverputztem Fachwerk, vor 1823 errichtet, nach Norden modern erweitert.                                                            | D-7-75-164-119           | BW                 |
| Bibermühlstraße 11 (Standort)                           | Ehemalige Mühle                           | Zweigeschossiger Satteldachbau, 18. Jahrhundert. | D-7-75-164-120           | Ehemalige Mühle    |
| Hadergasse (Standort)                                   | Feldkapelle                               | Rechteckbau, 19. Jahrhundert | D-7-75-164-126           | weitere Bilder     |
| Mittleres Höllgehau (Standort)                          | Feldkapelle                               | Rechteckig mit eingezogener, halbrunder Apsis, 18. Jahrhundert; mit Ausstattung.                                                                                                  | D-7-75-164-125           | Feldkapelle        |
| Nähe Hadergasse, 600 m südöstlich der Kirche (Standort) | Feldkapelle                               | Rechteckig mit Segmentbogennische, 19. Jahrhundert. | D-7-75-164-124           | weitere Bilder     |
| Von-Thürheim-Straße 23 (Standort)                       | Ehemaliges Schloss                        | Hoher dreigeschossiger Satteldachbau, im Südwesten polygonaler, ebenfalls dreigeschossiger Vorbau, 16. Jahrhundert, wohl zweite Hälfte 18. Jahrhundert verändert.                 | D-7-75-164-121           | Ehemaliges Schloss |
| Waldstetter Weg (Standort)                              | Feldkapelle                               | Rechteckig, 18. Jahrhundert; mit Ausstattung. | D-7-75-164-123           | BW                 |

### Bubenhausen
| Lage                              | Objekt                                | Beschreibung | Akten-Nr.                | Bild           |
| --------------------------------- | ------------------------------------- | --- | ------------------------ | -------------- |
| Babenhauser Straße 12 (Standort)  | Gasthaus                              | Zweigeschossiger Satteldachbau mit geschossweise vorkragendem Giebel in verputztem Fachwerk, 18. Jahrhundert | D-7-75-164-127           | Gasthaus       |
| Babenhauser Straße 44 (Standort)  | Bauernhaus                            | Zweigeschossiger Satteldachbau mit Ecklisenen, im Kern 1785 (bezeichnet). | D-7-75-164-128           | Bauernhaus     |
| Lindenberg (Standort)             | Katholische Votivkapelle Maria-Linden | Saalbau mit dreiseitigem Schluss und Dachreiter über dem Westgiebel, 1945/46 in barockisierenden Formen errichtet; mit Ausstattung. | D-7-75-164-130 Wikidata  | weitere Bilder |
| Sankt-Michael-Straße 4 (Standort) | Katholische Pfarrkirche St. Michael   | Saalbau mit eingezogenem Polygonalchor und Turm im nördlichen Winkel, Turmunterbau Anfang 15. Jahrhundert, Turmoberteil, Chor und Schiff 1512, Ende 17. Jahrhundert barockisiert, Mitte 18. Jahrhundert und um 1800 stark verändert; mit Ausstattung. | D-7-75-164-129           | weitere Bilder |
| Sankt-Michael-Straße 4 (Standort) | Friedhof                              | Alte Ziegelmauer, 18. Jahrhundert | D-7-75-164-129 zugehörig | Friedhof       |

### Emershofen
| Lage                                             | Objekt                                        | Beschreibung | Akten-Nr.      | Bild                                          |
| ------------------------------------------------ | --------------------------------------------- | --- | -------------- | --------------------------------------------- |
| Brühl; an der Straße nach Bubenhausen (Standort) | Feldkreuz                                     | mit schmiedeeisernem Kruzifix, bezeichnet 1892                                                                    | D-7-75-164-132 | Feldkreuz                                     |
| Kapellenweg 2 (Standort)                         | Katholische Kuratiekirche Unserer Lieben Frau | Saalbau mit eingezogenem Polygonalchor und Westturm, Ende 15. Jahrhundert, um 1725 barockisiert; mit Ausstattung. | D-7-75-164-131 | Katholische Kuratiekirche Unserer Lieben Frau |
| Lachäcker (Standort)                             | Wegkreuz                                      | Schmiedeeiserner Kruzifix auf einem steinernen Postament, bezeichnet 1891.                                        | D-7-75-164-165 | Wegkreuz                                      |

### Grafertshofen
| Lage                                                          | Objekt                                | Beschreibung | Akten-Nr.      | Bild |
| ------------------------------------------------------------- | ------------------------------------- | --- | -------------- | --- |
| Kirchstraße 16 (Standort)                                     | Ehemalige Schule                      | Zweigeschossiger Walmdachbau, 1819. | D-7-75-164-133 | Ehemalige Schule |
| Kirchstraße 18 (Standort)                                     | Katholische Filialkirche St. Cyriakus | Saalbau mit eingezogenem Polygonalchor und Nordturm, um 1500, barockisiert 1758; mit Ausstattung; Friedhof mit teilweise erneuerter Ummauerung, 19./20. Jahrhundert.          | D-7-75-164-134 | weitere Bilder |
| Memminger Straße 62 (Standort)                                | Sogenanntes Emigrantenhaus            | Ehemaliges Bauernhaus, symmetrisch angelegtes, erdgeschossiges Gebäude mit Mansardwalmdach und Zwerchhaus, Ende 18. Jahrhundert.                                              | D-7-75-164-135 | Sogenanntes Emigrantenhaus                                                                                                 |
| Rechts vom Meßhofer Weg (Standort)                            | Feldkapelle St. Maria vom Guten Rat   | Rechteckig mit einseitig abgewalmtem Dach, nach 1823; mit Ausstattung. | D-7-75-164-137 | BW |
| Sankt-Wendelin-Straße 6 (Standort)                            | Ehemaliges Bauernhaus                 | Zweigeschossiger Satteldachbau mit Wohn- und Wirtschaftsteil mit segmentbogigem Tennentor, ehemaliges Wohnhaus des Kunstschreiners Johannes Kempf, im Kern 1793 (bezeichnet). | D-7-75-164-136 | weitere Bilder |
| Eschach (am Weg von Grafertshofen nach Emershofen) (Standort) | Steinkreuz                            | Spätmittelalterlich | D-7-75-164-138 | [[Vorlage:Bilderwunsch/code!/C:48.27946,10.13981!/D:Eschach (am Weg von Grafertshofen nach Emershofen), Steinkreuz!/\|BW]] |

### Hegelhofen
| Lage                                                   | Objekt                               | Beschreibung | Akten-Nr.                | Bild           |
| ------------------------------------------------------ | ------------------------------------ | --- | ------------------------ | -------------- |
| An der Staatsstraße 2020; neben der Kapelle (Standort) | 2 Steinkreuze                        | Spätmittelalterlich. | D-7-75-164-143           | weitere Bilder |
| An der Staatsstraße 2020 (Standort)                    | Wegkapelle                           | Rechteckig mit apsidialen Schluss, Ende 19. Jahrhundert; mit Ausstattung. | D-7-75-164-142           | BW             |
| St.-Nikolaus-Straße 37 (Standort)                      | Katholische Pfarrkirche St. Nikolaus | Saalbau mit eingezogenem Polygonalchor und Südturm, im Winkel zwischen Schiff und Turm Kerkernische, wohl spätgotischer Neubau unter Verwendung älterer Teile, 14./15. Jahrhundert, 1708 barockisiert mit Erneuerung des Langhauses, 1773 Chor und Turmoktogon erneuert, 1842/43 umgestaltet; mit Ausstattung. | D-7-75-164-140           | weitere Bilder |
| St.-Nikolaus-Straße 37 (Standort)                      | Säule                                | im Friedhof, mit ausgehöhltem Kapitell als Weihwasserbecken. | D-7-75-164-140 zugehörig | BW             |
| St.-Nikolaus-Straße 41 (Standort)                      | Ehemaliges Pfarrhaus                 | Zweigeschossiger Satteldachbau, Obergeschoss und östliche Giebelwand in verputztem Fachwerk, zweite Hälfte 18. Jahrhundert. | D-7-75-164-141           | weitere Bilder |
| Unterfeld (Standort)                                   | Feldkapelle                          | Querrechteckig, 19. Jahrhundert; mit Ausstattung | D-7-75-164-144           | BW             |

### Oberhausen
| Lage                              | Objekt                            | Beschreibung | Akten-Nr.      | Bild           |
| --------------------------------- | --------------------------------- | --- | -------------- | -------------- |
| Am Weißenhorner Weg (Standort)    | Wegkapelle St. Maria              | Rechteckig mit Stichbogeneingang, zweite Hälfte 19. Jahrhundert; mit Ausstattung. | D-7-75-164-148 | BW             |
| Von-Katzbeck-Straße 50 (Standort) | Ehemalige Schule                  | Zweigeschossiger Walmdachbau, von Johann Maurus, 1788, moderner Anbau im Süden. | D-7-75-164-147 | weitere Bilder |
| Von-Katzbeck-Straße 53 (Standort) | Katholische Pfarrkirche St. Alban | Saalbau mit eingezogenem Polygonalchor und Turm im nördlichen Winkel, Turmunterbau und Kern des Chores letztes Drittel 15. Jahrhundert, Turmoktogon und Haube zweite Hälfte 16. Jahrhundert, 1685 und um 1750 barockisiert mit Erweiterung des Langhauses und Außengliederung am Chor, 1780 Innenraum mit Pilastergliederung vielleicht von Thaddäus Rieff; mit Ausstattung | D-7-75-164-145 | weitere Bilder |

### Oberreichenbach
| Lage                       | Objekt                                     | Beschreibung | Akten-Nr.      | Bild                                       |
| -------------------------- | ------------------------------------------ | --- | -------------- | ------------------------------------------ |
| Am Schloßberg 1 (Standort) | Katholische Pfarrkirche St. Johann Baptist | Saalbau mit eingezogenem Polygonalchor und Westturm, im Kern Ende 15. Jahrhundert, 1736 umgestaltet mit Neubau von Turm und Westfassade; mit Ausstattung. | D-7-75-164-149 | Katholische Pfarrkirche St. Johann Baptist |
| Kreuzäcker (Standort)      | Feldkapelle Mariahilf                      | Rechteckiges Gehäuse mit abgewalmtem Dach, Mitte 19. Jahrhundert; mit Ausstattung.                                                                        | D-7-75-164-150 | Feldkapelle Mariahilf                      |

### Unterreichenbach
| Lage                            | Objekt     | Beschreibung                                       | Akten-Nr.      | Bild       |
| ------------------------------- | ---------- | -------------------------------------------------- | -------------- | ---------- |
| Wilhelm-Wörle-Straße (Standort) | Wegkapelle | Rechteckig, Mitte 19. Jahrhundert; mit Ausstattung | D-7-75-164-151 | Wegkapelle |

### Wallenhausen
| Lage                            | Objekt                                | Beschreibung | Akten-Nr.                | Bild           |
| ------------------------------- | ------------------------------------- | --- | ------------------------ | -------------- |
| Habsburgerstraße 17 (Standort)  | Bauernhaus                            | Zweigeschossiger Satteldachbau mit reichem Fachwerkgiebel, zweite Hälfte 17. Jahrhundert, im 19. / 20. Jahrhundert nach Westen erweitert.                          | D-7-75-164-152           | Bauernhaus     |
| Habsburgerstraße 18 (Standort)  | Wohnhaus                              | Zweigeschossiger Walmdachbau, an der Rückseite Fachwerkwand, Ende 18./Anfang 19. Jahrhundert                                                                       | D-7-75-164-153           | BW             |
| Habsburgerstraße 55 (Standort)  | Katholische Kapelle St. Leonhard      | Saalbau mit eingezogenem, segmentbogig geschlossenem Chor und wenig vorkragendem Turm, um 1733; mit Ausstattung.                                                   | D-7-75-164-160           | weitere Bilder |
| Waldstetter Straße 1 (Standort) | Pfarrhaus                             | Zweigeschossiger Walmdachbau, um 1784. | D-7-75-164-156           | weitere Bilder |
| Waldstetter Straße 2 (Standort) | Katholische Pfarrkirche St. Mauritius | Saalbau mit eingezogenem Polygonalchor und Turm im Süden, im Kern spätgotisch, 1606 und 1755 ff. durch Johann Georg Hitzelberger völlig umgebaut; mit Ausstattung. | D-7-75-164-157           | weitere Bilder |
| Waldstetter Straße 2 (Standort) | Ummauerter Friedhof                   | Mauern teils erneuert. | D-7-75-164-157 zugehörig | BW             |
| Waldstetter Straße 2 (Standort) | Kerkerkapelle                         | Apsidial geschlossen mit Schweifgiebel, um 1755/60. | D-7-75-164-157 zugehörig | BW             |
| Waldstetter Straße 2 (Standort) | Mariensäule                           | Auf Postament und Säule Steinfigur der Maria Immaculata, bezeichnet 1872.                                                                                          | D-7-75-164-157 zugehörig | BW             |
| Waldstetter Straße 5 (Standort) | Ehemaliges Kaplanhaus                 | Zweigeschossiger Walmdachbau, um 1762. | D-7-75-164-158           | BW             |

## Ehemalige Baudenkmäler
In diesem Abschnitt sind Objekte aufgeführt, die früher einmal in der Denkmalliste eingetragen waren, jetzt aber nicht mehr. Objekte, die in anderem Zusammenhang also z. B. als Teil eines Baudenkmals weiter eingetragen sind, sollen hier nicht aufgeführt werden. Aktennummern in diesem Abschnitt sind ehemalige, jetzt nicht mehr gültige Aktennummern.

| Lage                                       | Objekt                       | Beschreibung | Akten-Nr.      | Bild               |
| ------------------------------------------ | ---------------------------- | --- | -------------- | ------------------ |
| Weißenhorn Bärengasse 8 (Standort)         | Wohnhaus                     | Zweigeschossiger Satteldachbau mit Treppengiebel und Ecklisenen, um 1860. | D-7-75-164-166 | Wohnhaus           |
| Weißenhorn Hauptstraße 21 (Standort)       | Gasthaus zum Bären           | Zweigeschossiger Satteldachbau, mit Kugelaufsätzen, Eckquaderung und Giebelgesimsen im Kern wohl 17. Jahrhundert, Fassade 18. Jahrhundert.                                               | D-7-75-164-41  | Gasthaus zum Bären |
| Weißenhorn Hauptstraße 22 (Standort)       | Wohnhaus                     | (Wohnhaus der Maler Franz Martin Kuen, gest. 1771, und Konrad Huber, gest. 1830; 1977 nach Vorbild des urspr. Geb. neu errichtet.) Gedenktafel; Madonna in Erkernische, 18. Jahrhundert. | D-7-75-164-42  | weitere Bilder     |
| Weißenhorn Schulstraße 7 (Standort)        | Musikschule                  | Dreigeschossiger Walmdachbau mit kolossaler Lisenengliederung und aufgeputzter Eckquaderung, rückseitig vorkragender Anbau, Ende 19. Jahrhundert.                                        | D-7-75-164-169 | weitere Bilder     |
| Hegelhofen Günzburger Straße 57 (Standort) | Wirtshausschild mit Ausleger | 18. Jahrhundert | D-7-75-164-139 | weitere Bilder     |